# Франсіско Вальєхо Понс
Франсіско Вальєхо Понс (ісп. Francisco Vallejo Pons, нар. 21 серпня 1982, Вільякарлос, о. Менорка) — іспанський шахіст, гросмейстер (1996).
гросмейстером став у 16 років 9 місяців.
Чемпіон світу серед шахістів до 18 років (2000 рік).
Його рейтинг на січень 2025 року — 2638 (98-те місце у світі, 4-те в Іспанії).

#### Переможець турнірів
• 2001 — Меморіал Капабланки,

• 2002 — Дос Ерманас Open,

• 2006 — Куернавака (1-2 місце),

• 2007 — Памплона,

• 2010 — Гібралтар, 

• 2011 — Реджо-Емілія (1-2 місце), Паттая, Гран-Канарія

• 2013 — Індивідуальний чемпіонат Європи (поділ 1-10 місць, за додатковим показником 6 місце) 